# ジョージ・ウォーターズ2世
ジョージ・ウォーターズ2世（George Watters II, 1949年9月19日 - ）は、アメリカ合衆国の音響編集者である。

## 人物
80本以上の映画にクレジットされており、『レッド・オクトーバーを追え!』（1990年）と『パール・ハーバー』（2001年）でアカデミー音響編集賞を獲得した。

## 来歴
1973年に映画産業に入り、パラマウント映画のテレビ音響編集部で働き始める。見習いを経て長編映画の音響編集助手となる。ウォーターズが初めてスーパーバイジング・サウンドエディターとしてクレジットされたのは『アメリカン・ホット・ワックス アラン・フリード物語』（1978年）であり、以後1992年までパラマウントで働いた。一方でジェリー・ブラッカイマーと長年組んでおり、『フラッシュダンス』（1983年）から『パイレーツ・オブ・カリビアン/生命の泉』（2011年）まで音響編集者を務めている。
2012年にウォーターズは映画音響編集者協会（MPSE）から生涯功労賞を授与された。

## 受賞とノミネート
| 賞               | 年   | 部門       | 作品名                                              | 結果       |
| ---------------- | ---- | ---------- | --------------------------------------------------- | ---------- |
| アカデミー賞     | 1986 | 音響編集賞 | トップガン                                          | ノミネート |
| アカデミー賞     | 1990 | 音響編集賞 | レッド・オクトーバーを追え!                         | 受賞       |
| アカデミー賞     | 1991 | 音響編集賞 | スタートレックVI 未知の世界                         | ノミネート |
| アカデミー賞     | 1995 | 音響編集賞 | クリムゾン・タイド                                  | ノミネート |
| アカデミー賞     | 1998 | 音響編集賞 | アルマゲドン                                        | ノミネート |
| アカデミー賞     | 2001 | 音響編集賞 | パール・ハーバー                                    | 受賞       |
| アカデミー賞     | 2003 | 音響編集賞 | パイレーツ・オブ・カリビアン/呪われた海賊たち       | ノミネート |
| アカデミー賞     | 2006 | 音響編集賞 | パイレーツ・オブ・カリビアン/デッドマンズ・チェスト | ノミネート |
| 英国アカデミー賞 | 1990 | 音響賞     | レッド・オクトーバーを追え!                         | ノミネート |
| 英国アカデミー賞 | 2003 | 音響賞     | パイレーツ・オブ・カリビアン/呪われた海賊たち       | ノミネート |
| 英国アカデミー賞 | 2006 | 音響賞     | パイレーツ・オブ・カリビアン/デッドマンズ・チェスト | ノミネート |